# The Murmurs
The Murmurs hieß eine Band des alternativen Pops aus den Vereinigten Staaten.

## Geschichte
The Murmus bestand ab 1991 aus den Sängerinnen und Gitarristinnen Leisha Hailey und Heather Grody, die beide an der American Academy of Dramatic Arts in New York City studierten. Zunächst trat das Duo in Clubs in Manhattans East Village auf. 1994 unterzeichneten sie einen Plattenvertrag bei MCA. Das Musikvideo zur ausgekoppelten Single „You Suck“ wurde in zwei Folgen der populären MTV-Zeichentrickserie Beavis und Butthead gezeigt, woraufhin es die Single auf die hinteren Ränge der US-amerikanischen Charts schaffte. In Norwegen hingegen erreichte „You Suck“ Position eins der Single-Charts, und auch das Album schaffte es für einige Wochen in die Charts. Zur Veröffentlichung des zweiten Albums „Pristine Smut“ wurden der Band Bassistin Sheri Ozeki und Schlagzeugerin Sherri Solinger hinzugefügt, diese spielten auch auf dem letzten Album „Blender“ aus dem Jahr 1998.
Nach der Auflösung der Band spielten Hailey und Grody zusammen in zwei weiteren Bands; von 2001 bis 2005 ohne offizielle Veröffentlichungen in „Gush“ und ab 2005 in „Redcar“. 2007 erschien das einzige Album, „Can't be stopped“.

## Diskografie

### Studioalben
| Jahr | Titel   | Höchstplatzierung, Gesamtwochen, AuszeichnungChartplatzierungen (Jahr, Titel, Platzierungen, Wochen, Auszeichnungen, Anmerkungen) | Höchstplatzierung, Gesamtwochen, AuszeichnungChartplatzierungen (Jahr, Titel, Platzierungen, Wochen, Auszeichnungen, Anmerkungen) | Anmerkungen                |
| Jahr | Titel   | NO | US | Anmerkungen                |
| ---- | ------- | --- | --- | -------------------------- |
| 1994 | Murmurs | NO38 (2 Wo.)NO | — | Erstveröffentlichung: 1994 |

Weitere Alben
- 1991: Who Are We
- 1997: Pristine Smut
- 1998: Blender

### Singles
| Jahr | Titel Album      | Höchstplatzierung, Gesamtwochen, AuszeichnungChartplatzierungen (Jahr, Titel, Album, Platzierungen, Wochen, Auszeichnungen, Anmerkungen) | Höchstplatzierung, Gesamtwochen, AuszeichnungChartplatzierungen (Jahr, Titel, Album, Platzierungen, Wochen, Auszeichnungen, Anmerkungen) | Anmerkungen                |
| Jahr | Titel Album      | NO | US | Anmerkungen                |
| ---- | ---------------- | --- | --- | -------------------------- |
| 1994 | You Suck Murmurs | NO1 Platin · (21 Wo.)NO | US89 (7 Wo.)US | Erstveröffentlichung: 1994 |